# Dalla Terra alla Luna (film 1937)
Dalla Terra alla Luna (Little Buck Cheeser) è un film del 1937 diretto da Rudolf Ising. È un cortometraggio d'animazione della serie Happy Harmonies, sequel di Ladro di formaggio (1936). Messo in produzione il 19 aprile 1937, fu uno degli ultimi corti MGM realizzati dallo studio di Harman e Ising, e fu distribuito negli Stati Uniti il 19 dicembre.

## Trama
Appena messo a letto dalla mamma, Cheeser non vuole dire le preghiere e viene invitato dai suoi amici ad osservare la Luna col telescopio. Uno dei topolini afferma che sia fatta di formaggio, così Cheeser, ispirato da un fumetto di Buck Rogers, decide di costruire insieme agli altri un razzo con cui partire per la Luna. Il razzo viene pilotato dallo stesso Cheeser, e in un baleno i topolini arrivano sulla Luna scoprendo che è fatta davvero di formaggio. Il razzo però si rifiuta di atterrare e si incaglia nella "Palude di Limburger", quindi una volta liberatosi si guasta e precipita. A quel punto Cheeser si risveglia nel suo letto scoprendo che è stato tutto un incubo e, dopo aver detto le preghiere, torna a dormire.

## Distribuzione

### Edizioni home video
In America del Nord il corto è stato distribuito in laserdisc il 9 luglio 1994 dalla MGM/UA Home Video, nel cofanetto Happy Harmonies, quindi è stato incluso come extra (in inglese sottotitolato) nella prima edizione DVD di Capitani coraggiosi, distribuita dalla Warner Home Video in America del Nord il 31 gennaio 2006 e in Italia il 12 luglio.